# Скіфи-інші
Скі́фи-і́нші (грец. Σκύθαι ἄλλοι) — скіфська група, яка за повідомленням Геродота «…відокремилися від царських скіфів…» (Історія, IV, 22) та оселилися на схід чи пн.-сх. від Європейської Скіфії. Переконливої локалізації скіфів-інших наразі не існує, також невідомий час відокремлення та міграції цієї скіфської групи.